# Comitê de Vigilância de Whitechapel

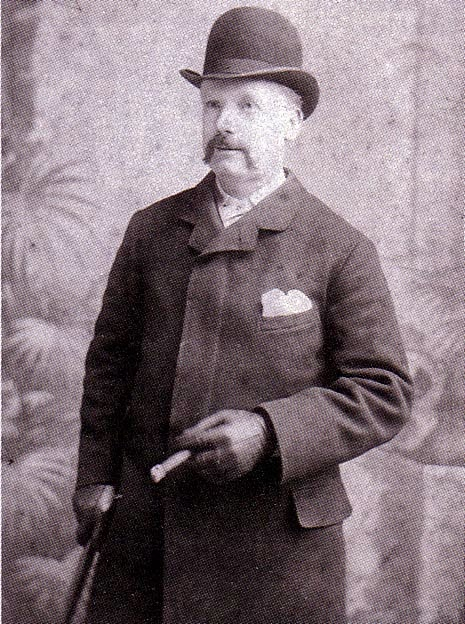
George Lusk, presidente do comitê de vigilância.

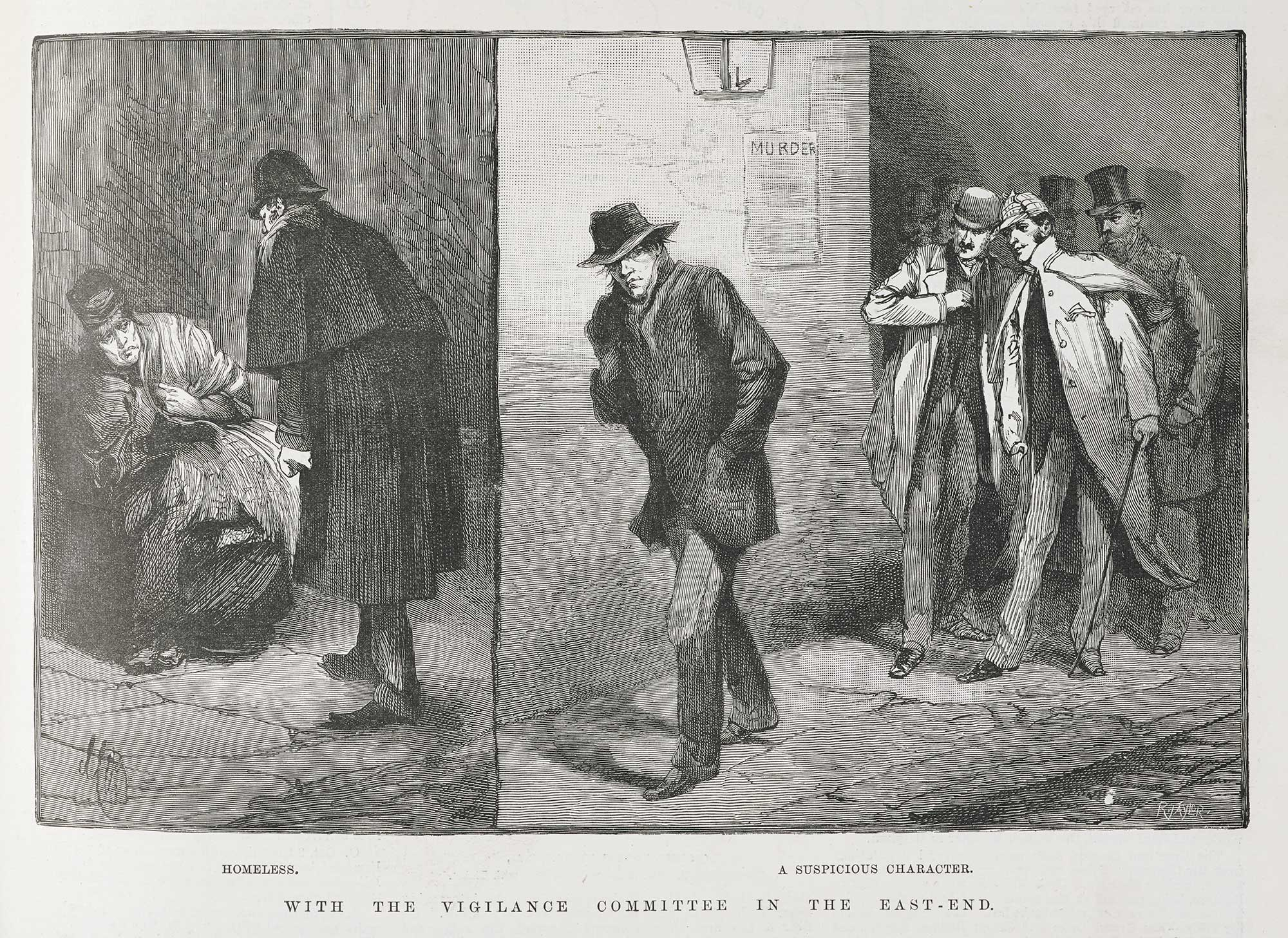
Ilustração de 13 de outubro de 1888 do Illustrated London News mostrando membros do Comitê de Vigilância de Whitechapel inspecionando figuras suspeitas.

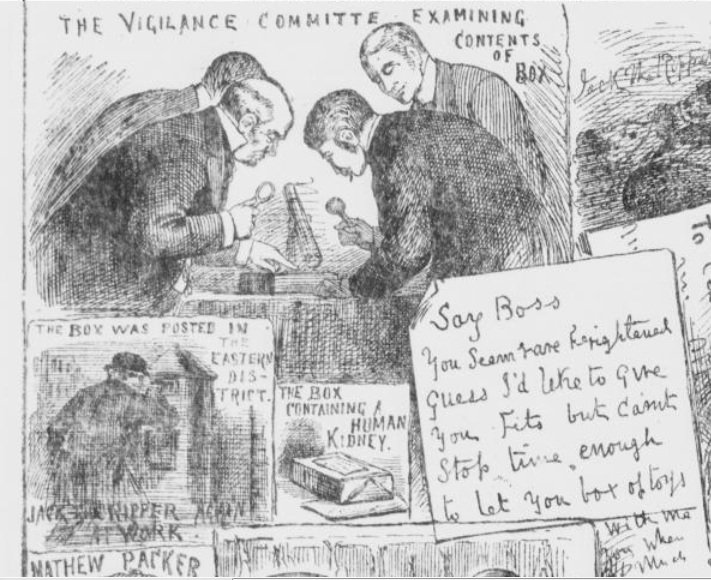
Membros do Comitê de Vigilância de Whitechapel examinando o conteúdo da caixa mandada a Lusk.

O Comitê de Vigilância de Whitechapel foi um grupo de voluntários locais que patrulharam as ruas do distrito londrino de Whitechapel durante o período dos assassinatos de Whitechapel em 1888. Os voluntários agiam principalmente de noite ajudando a polícia em busca pelo assassino desconhecido chamado "Assassino de Whitechapel", "Avental de Couro" e mais tarde "Jack, o Estripador". O comitê foi formado por homens de negócios locais que estavam preocupados que as mortes estavam afetando os negócios na região. O comitê era liderado pelo construtor e designer chamado George Lusk, o qual foi eleito presidente conselheiro durante o primeiro encontro do grupo em 10 de setembro de 1888.
Outros membros do comitê incluíam o publicano Joseph Aarons (tesouro) e Mr. B. Harris (secretário). O The Daily Telegraph reportou em 5 de outubro de 1888 que os principais membros do comitê eram "principalmente da classe comercial, e incluíam um construtor, um fabricante de cigarros, um alfaiate, um pintor de porta-retratos e um ator". O último pode ter sido um artista chamado Charles Reeves.
Como presidente do comitê, o nome de Lusk apareceu em jornais nacionais e posters em Whitechapel apelando por informações a respeito da identidade de Jack, o Estripador e reclamando da falta de recompensas do governo por tais informações. Por sua exposição, Lusk recebeu cartas ameaçadoras, alegadamente do assassino. Lusk também é mencionado em uma carta de 17 de setembro de 1888, descoberta no final do século XX; entretanto, a maioria dos especialistas rejeitam ela como uma farsa moderna.
Em 30 de setembro de 1888 os membros do comitê escreveram para o governo sob a jurisdição do Lord Salisbury em uma tentativa de os convencer a ofereceram uma recompensa que levasse a apreensão do assassino. Quando o Secretário de Assuntos Internos Henry Matthews recusou, o comitê ofereceu sua própria recompensa. O comitê também contratou dois detetives privados, Mr. Le Grand e Mr. J. H. Batchelor, para investigar os assassinatos sem o envolvimento da polícia local.
O comitê estava infeliz com o nível de proteção que a comunidade estava recebendo da polícia londrina, então introduziu seu próprio sistema de patrulheiros locais, usando desempregados escolhidos a dedo para patrulhar as ruas de East End a partir do final da tarde até quatro ou cinco da manhã do dia seguinte. Cada um desses homens recebia um pequeno salário do comitê, e patrulhavam uma pequena ronda, carregando um apito da polícia, um par de galochas e porretes. O próprio comitê se encontrava cada noite às nove, e terminavam à meia noite e meia, onde se juntavam com os patrulheiros para inspecionar as ruas. Em breve esses patrulheiros acabariam se juntando ao Comitê de Vigilância dos Trabalhadores.
A carta "From Hell, a qual foi mandada anexada a um rim humano, foi enviada ao presidente do comitê George Lusk, que a recebeu em 16 de outubro de 1888.  Muitos acadêmicos do caso Jack, o Estripador consideram essa carta como a mais possível de estar ligada ao assassino.